# Aporum reflexitepalum
Aporum reflexitepalum é uma espécie de orquídea epífita de hábito pendente e flores pequenas, que habita de Sumatra a Java.